# Bygsel
Bygsel har på norsk to betydninger: 1) Retten til at udleje en jordejendom for lejerens (og ægtefællens) livstid, hvilket svarer nærmest til den danske rets fæste. 2) Betegnelse for selve kontraktforholdet.
Det var i Norge en sædvanlig form for jordleje ved siden af forpagtning, lodbrug og husmandsforhold, men blev i løbet af det 20. århundrede afløst af forpagtningstavler. Kontrahenterne betegnedes som jorddrot og lejlænding.
Allerede de ældste norske love havde en række regler for dette forhold; men disse kom alene til anvendelse, hvor parterne intet andet havde aftalt; den mest udstrakte kontraktsfrihed var nemlig herskende. Lejetiden var fra først af 1. senere gerne 3 år; i løbet af det 16. århundrede synes det at være blevet almindeligt, at kontrakten blev indgået på lejlændingens levetid. Den årlige lejesum kaldes fra gammel tid landskyld. Da denne fra det 13. århundrede af dannede målestokken for udligningen af den eneste faste skat, ledingen (krigsskat), søgte jorddrotterne at undgå at forhøje den; eftersom jordværdien steg, betingede de sig en hel del andre ydelser ved siden af landskylden.
Disse tillæg var nok så vilkårlig ansatte og blev efterhånden meget trykkende. Lejlændingerne klagede, og regeringen prøvede at hjælpe dem ved at give ufravigelige lovregler om vederlaget. Det endnu formelt gældende lejlændingskapitel i Norske Lov (3-14) blev også givet som ufravigelig lov.
Men sædvanen satte sig ud over dette; parternes aftale gik foran, og lovbogens regler tjente kun til udfyldning. Hvis intet andet var aftalt, ansåes lejeforholdet indgået på lejlændingens og hans mulige enkes livstid; dog kunne lejlændingen når som helst træde ud af forholdet efter lovlig opsigelse. Lejlændingens brugsret omfattede samtlige de herligheder, som tillagdes ejendommen ved forholdets indgaaelse. Han kunne hugge i skoven til husbehov, men alene efter udvisning. Uberettiget hugst medførte, at bygselen blev forbrudt. Lejlændingen måtte ikke brænde bråte uden jorddrottens tilladelse.
Til fremleje var han ikke berettiget; dog kunne han sætte bort husmandspladser, som blev ledige i hans lejetid. Ved bygsel på livstid havde lejlændingen forkøbsret til ejendommen; samme ret havde også hans arvinger, når det gjaldt offentligt gods.
Ved forholdets indgåelse betaltes en bygselsum, bygselpengene; derudover var der en fast årlig afgift, landskylden. På enkelte steder erlagdes yderligere tredieårstage, som oprindeligt blev betalt hvert tredje år, men senere oftest med 1/3 årlig. Videre ydedes skydsfærd, i reglen omsat til penge, og til dels noget pligtarbejde. Lejlændingen betalte de på ejendommen faldende offentlige skatter og afgifter.
I 1879 blev den såkaldte lejlændingskommission nedsat. Den var ment at skulle forberede en gennemgribende reform af hele jordlejelovgivningen. I det væsentligste efter dens forslag udkom loven af 23. juni 1888 angående stamhuses lejlændingsgods; den gik især ud på at lette overgangen til selvejendom. Et forslag af kommissionen til Lov om Jordleje i Almindelighed blev derimod ikke vedtaget.
Bygsel blev ellers i ældre tid brugt i den afledte betydning af ret til at bortbygsle en ejendom; i tilfælde af sameje tilkom nemlig denne ret den, som ejede den største del.